# 2M0441+2301
Désignations
2M0441+2301 A : 2MASS J04414489+2301513, Gaia DR2 146487556211644544

2M0441+2301 (aussi 2M0441+2301 AB ou 2M0441+2301 AabBab) est un système quadruple hiérarchique de type double double situé dans la région de formation d'étoiles du Taureau. La paire primaire comprend une naine rouge d'environ 200 masses joviennes et une naine brune d'environ 35 masses joviennes, alors que la paire secondaire est constituée d'une naine brune d'une vingtaine de masses joviennes et d'un objet compagnon environ deux fois moins massif, donc de masse planétaire.

## Structure du système et nom des objets membres
Le système 2M0441+2301 a la structure suivante :
- 2M0441+2301 = 2M0441+2301 AB = 2M0441+2301 AabBab
  - 2M0441+2301 A = 2M0441+2301 Aab = 2MASS J04414565+2301580 = 2M J044145
    - 2M0441+2301 Aa = 2M J044145 A
    - 2M0441+2301 Ab = 2M J044145 B

  - 2M0441+2301 B = 2M0441+2301 Bab = 2MASS J04414489+2301513 = 2M J044144
    - 2M0441+2301 Ba = 2M J044144 a
    - 2M0441+2301 Bb = 2M J044144 b